# 日本の企業一覧 (石油・石炭製品)
日本の企業一覧(石油・石炭製品)（にほんのきぎょういちらん せきゆ・せきたんせいひん）は、「証券コード協議会」が定める業種区分に基づき「石油・石炭製品」とされる日本の企業の一覧。

## ア行
- 伊藤忠エネクス（東証プライム・8133）
  - エネクスフリート
- 出光興産（東証プライム・5019）
  - 昭和シェル石油（東証1・5002）
    - 昭和四日市石油

  - 東亜石油（東証スタンダード・5008）
- INPEX（東証プライム・1605）[注 1]
- 宇佐美鉱油
- 宇田川コーポレーション
- EMGルブリカンツ
- ENEOSホールディングス（東証プライム・5020）[注 2]
  - ENEOS[注 3]
    - 鹿島石油
    - 大阪国際石油精製
    - 三共油化工業
    - ENEOS和歌山石油精製

  - ENEOS Xplora
  - ENEOSウイング[注 4]

## カ行
- 鹿島石油
- キグナス石油
- コスモエネルギーホールディングス（東証プライム・5021）
  - コスモ石油
    - コスモ松山石油

  - コスモエネルギー開発
  - コスモ石油マーケティング

## サ行
- 三和エナジー
- セントラル石油瓦斯

## タ行
- 太陽石油
- トタル・ルブリカンツ・ジャパン

## ナ行
- ニチレキ（東証プライム・5011）
- 日興産業
- 日本コークス工業 （東証プライム・3315）
- 日本精蠟（東証スタンダード・5010）
- 日本サン石油

## ハ行
- ビーピー・カストロール（東証スタンダード・5015）
- 富士興産（東証スタンダード・5009）
  - 富士油業
- 富士石油（東証プライム・5017）
- ペトロルブ・インターナショナル

## マ行
- マコトフックス
- MORESCO（東証スタンダード・5018）
- 三菱商事エネルギー[注 5]

## ヤ行
- ユシロ化学工業（東証スタンダード・5013）
- 吉田石油店

## ワ行
- 和光ケミカル